# Cantón de Motril
El cantón de Motril fue un cantón proclamado en la localidad de Motril (provincia de Granada) el 22 de julio de 1873 durante la Primera República Española. Formó parte de la rebelión cantonal iniciada por el «Cantón Murciano» proclamado en Cartagena diez días antes. Se adhirió al cantón de Granada pero sólo se mantuvo tres días, hasta el 25 de julio, fecha que fue repuesto el antiguo ayuntamiento. Una semana después, al amanecer del día 31, se presentó ante su costa la flota del cantón de Cartagena, tras haber bombardeado Almería, exigiendo 10 000 duros y tabaco. Se intentó formar un nuevo cantón para eludir el pago pero el general Juan Contreras, que estaba al mando de la expedición cartagenera, no lo permitió. Finalmente partieron rumbo a Málaga habiéndose llevado «8000 duros en letras de las dos azucareras motrileñas, otros 2000 duros en metálico, el tabaco y carbón».

## Antecedentes
El movimiento republicano en Motril era muy numeroso. La colonia catalana establecida en la ciudad fundó el Casino Republicano en 1870. El 26 de noviembre de ese mismo año, el marino motrileño Emilio Díaz Moreu zarpa del puerto de Cartagena hacia Génova llevando a bordo a parte de la Comisión de Constituyentes que va a presentar honores a Amadeo de Saboya, proclamado Rey por las Cortes. 
Sin embargo, Amadeo de Saboya abdica el 10 de febrero de 1873, con lo que la nación entra en un estado de desconcierto, no así en Motril, donde reina el júbilo ya que los simpatizantes republicanos son muy numerosos.
El 11 de febrero se proclama la República y en mayo fueron elegidas una Cortes Constituyentes que el 11 de junio proclamaron la República Federal. Se constituyó un nuevo ministerio presidido por el republicano federal Francisco Pi y Margall, así como una comisión encargada de redactar una nueva Constitución federal. Los republicanos federales "intransigentes" partidarios de construir La Federal «desde abajo» lanzaron entonces la rebelión cantonal.

## Proclamación del Cantón
Los problemas políticos en Motril toman cierto desbordamiento en junio, cuando la comisión permanente de la Diputación Provincial de Granada acuerda suspender el ayuntamiento de Motril, para lo que envían en calidad de ejecutores a voluntarios de la República para reprimir los desórdenes que se podrían suceder. Todo esto subleva a un colectivo importante de motrileños, y que además se agrava los primeros días de julio cuando en la ciudad se produce una manifestación contra el Juez de primera instancia, al que los motrileños acusan de "hacerse el sordo". El descontrol institucional de Motril y la impotencia de los motrileños ante los abusos provocan que la madrugada del 12 de julio se produzcan graves altercados, al parecer promovidos por los republicanos federales "intransigentes".
Los graves sucesos acaecidos, el malestar del pueblo y la falta de noticias del exterior convierten a Motril en un polvorín que obliga a la celebración de un cabildo el 22 de julio. Se inicia bajo la presidencia del cuarto teniente de alcalde, Juan Montero Bonachera, y en el que sólo había un punto a tratar referido a la imposibilidad del ayuntamiento de contener a la gente que exigía la proclamación del cantón de Motril.
En este cabildo se encontraban los capitanes de las compañías de voluntarios, Ruperto Vidaurreta de la Cámara y Francisco Trujillo Carmona, que se posicionaron de parte de la autoridad establecida, pero manifestaron que la mayoría de sus soldados pedían el reconocimiento del cantón granadino y la creación de un Comité de Salud Pública en Motril.
La masa enfervorizada que se agolpaba en la plaza, a las puertas del ayuntamiento pide la destitución del ayuntamiento y el nombramiento del Comité, por lo que ante la imposibilidad de repelerla, los presentes solicitaron a los capitanes que ellos fuesen los representantes del mencionado comité, por lo que de este modo se procedía a la suspensión del ayuntamiento y a la creación del cantón motrileño.

## El Cantón de Motril
Quizás contagiado por Motril, el vecino pueblo de Gualchos declara su Comité de Salud Pública el 23 de julio.
Aunque pocos días después, el 25 de julio, tras recibir noticias de que la Asamblea Constituyente seguía funcionando, el cabildo motrileño vuelve a reunirse y los representantes del Comité de Salud Pública, entre ellos el efímero Presidente, Ruperto Vidaurreta de la Cámara vuelven a instaurar el ayuntamiento.
El alcalde no dejará pasar un minuto y a las 15:20 horas envía un telegrama al alcalde popular de Écija con el texto: "Alcalde. - Ayuntamiento destituido vuelve a ocupar su puesto, y ofrece, como también los voluntarios de la República, su cooperación y apoyo al Gobierno y Asamblea". El siguiente paso seguido por el ayuntamiento fue encarcelar a los líderes obreristas y federales.

## Los ataques a Motril
La población no se encuentra segura en la actual situación y temen que otros cantones ataquen la ciudad por haber abandonado el movimiento, tanto es así que el Administrador de Rentas se ha ido de Motril con el dinero que tenía recaudado.
El 29 de julio zarpan desde Orán hasta Motril algunos oficiales del regimiento de Iberia que habían permanecido fieles al gobierno, aunque esto no evitará que en la madrugada del 31 de julio la flota cantonal mandada por el general Juan Contreras, compuesta por las fragatas Almansa y Vitoria llegara frente a las costas de Motril.
A las 12:30 del 31 de julio se envía un telegrama desde Motril a Málaga con el siguiente texto: "Fragata Almansa y Vitoria en este puerto. Subido comisión a las Casas Consistoriales, donde continúa: exigen a las dos fábricas azucareras 7 ó 10.000 duros, todo el tabaco que haya en la administración, y los fondos del Gobierno. Al pueblo hasta ahora nada le han pedido, en vista de lo escaso de recursos que está. Daré cuenta de todo lo que ocurra". Durante este día también se produce un hecho que muestra la ancestral rivalidad entre Granada y Motril.
Teniendo conocimiento el Cantón de Granada de que el general insurrecto iba a exigir dinero a Motril, estos se ofrecieron a Motril para que no le entregaran nada, hasta el punto de asegurarles que si en ello insistía Contreras, el cantón granadino declararía la guerra al cantón cartagenero. Los de Motril, envalentonados por su efímera experiencia como cantón, dijeron a los granadinos que no necesitaban su ayuda para negar el pago a los cartageneros ya que se volverían a declarar nuevamente cantón independiente y así evitarían el pago, sin embargo el general Contreras no reconoció la legalidad de la nueva forma de gobierno de Motril y se llevó 8000 duros y tabaco. De este modo los motrileños proclamaron un efímero cantón para evitar esta exacción, aunque no surtió efecto esta estratagema.
A las 14:30 zarpa la fragata Vitoria hacia Málaga y la Almansa permanece en Motril a la espera de obtener lo pedido. Al parecer, han conseguido llevarse de Motril 8000 duros en letras que les han dado las azucareras, 2000 duros más en metálico, el tabaco de la administración e incluso carbón. Un buque inglés que estaba cerca afirmó que llevaban ocho muertos y varios heridos en la fragata.

## Juicio a los cantonalistas
Se hacía necesario hacer respetar el gobierno establecido y una forma de hacerlo fue procesar a quienes apoyaron el ataque de la flota cantonal, por lo que a finales de agosto el juez de primera instancia de Motril llamó y emplazó a los sujetos, cuyos nombres y demás circunstancias se ignoran, que el 31 de julio abordaron en la playa de Motril las fragatas rebeldes Almansa y Vitoria al mando de Juan Contreras; invadieron aquellos a mano armada la administración de rentas estancadas, llevándose los caudales y efectos de la misma y exacción de cantidades a algunos vecinos.
Meses después, en diciembre, se sigue el mismo proceso contra los vecinos que, siguiendo el ejemplo de Motril, constituyeron el Comité de Salud Pública en Gualchos al día siguiente de organizarse en Motril.